# Gawriłowka
Gawriłowka – osiedle typu miejskiego w Rosji, w obwodzie niżnonowogrodzkim. W 2010 roku liczyło 803 mieszkańców.